# سيلكوم
سيلكوم (بالعبرية: סלקום) من أشهر شركات الاتصالات الإسرائيلية . تأسست في 1994.

## وصلات خارجية
- الموقع الإلكتروني